# Pratânia
Pratânia là một đô thị ở bang São Paulo của Brasil. Đô thị này nằm ở vĩ độ 22º48'30" độ vĩ nam và kinh độ 48º39'58" độ vĩ tây, trên khu vực có độ cao 685 m. Dân số năm 2004 ước tính là 4.274 người. 
Đô thị này có diện tích 180,38 km².

## Thông tin nhân khẩu
Dữ liệu dân số theo điều tra dân số năm 2000
Tổng dân số: 3.950
- Urbana: 2.720
- Rural: 1.230
- Homens: 2.063
- Mulheres: 1.887

Mật độ dân số (người/km²): 21,97
Tỷ lệ tử vong trẻ sơ sinh dưới 1 tuổi (trên một triệu người): 24,66
Tuổi thọ bình quân (tuổi): 67,10
Tỷ lệ sinh (số trẻ trên mỗi bà mẹ): 2,80
Tỷ lệ biết đọc biết viết: 87,24%
Chỉ số phát triển con người (HDI-M): 0,745
- Chỉ số phát triển con người - Thu nhập: 0,697
- Chỉ số phát triển con người - Tuổi thọ: 0,702
- Chỉ số phát triển con người - Giáo dục: 0,835

(Nguồn: IPEADATA)

### Sông ngòi
- Rio Claro
- Rio Pardo

## Hành chính
- Prefeito: Gilberto Antônio Veira da Maia (2005/2008)
- Vice-prefeito: Vera Lúcia Forte Quessada
- Presidente da câmara: (2007/2008)

## Transporte
- Empresa de onibus Osastur

### Các xa lộ
- SP-255
- SP-251
- Rodovia Castelo Branco (SP-280)
- Rodovia Marechal Rondon (SP-300)